# 호세 마리 바케로
호세 마리 바케로 에스쿠데로(스페인어: José Marí Bakero Escudero)는 은퇴한 스페인의 축구 선수이다. 주 포지션은 공격형 미드필더이다.
1980년 9월 6일 17살의 나이에 레알 소시에다드에서 데뷔전을 가졌다. 그해 27경기에 출전했으나 골을 넣지는 못했다. 이후 팀에서 1988년까지 활약하며 223경기에 출전, 67골을 넣었다. 또한 그는 그곳에서 리그 우승 2번, 코파 델 레이 우승 1번, 수페르코파 데 에스파냐 우승 1번을 하였다.
1988년 FC 바르셀로나로 이적했고, 팀의 전성기를 이끌었다. 그는 그곳에서 UEFA 챔피언스리그 우승 1번, 리그 우승 4번, UEFA 컵 위너스컵 우승 2번, UEFA 슈퍼컵 우승 1번, 코파 델 레이 우승 1번, 수페르코파 데 에스파냐 우승 1번을 경험했다. 1997년 멕시코 프리메라 디비시온 A의 티부로네스 로호스 데 베라크루스로 이적했고, 그해 은퇴했다.
그는 스페인 축구 국가대표팀의 일원으로서 활약했는데, 30경기에 나와 7골을 넣었다.